# Henry Percival Dodge

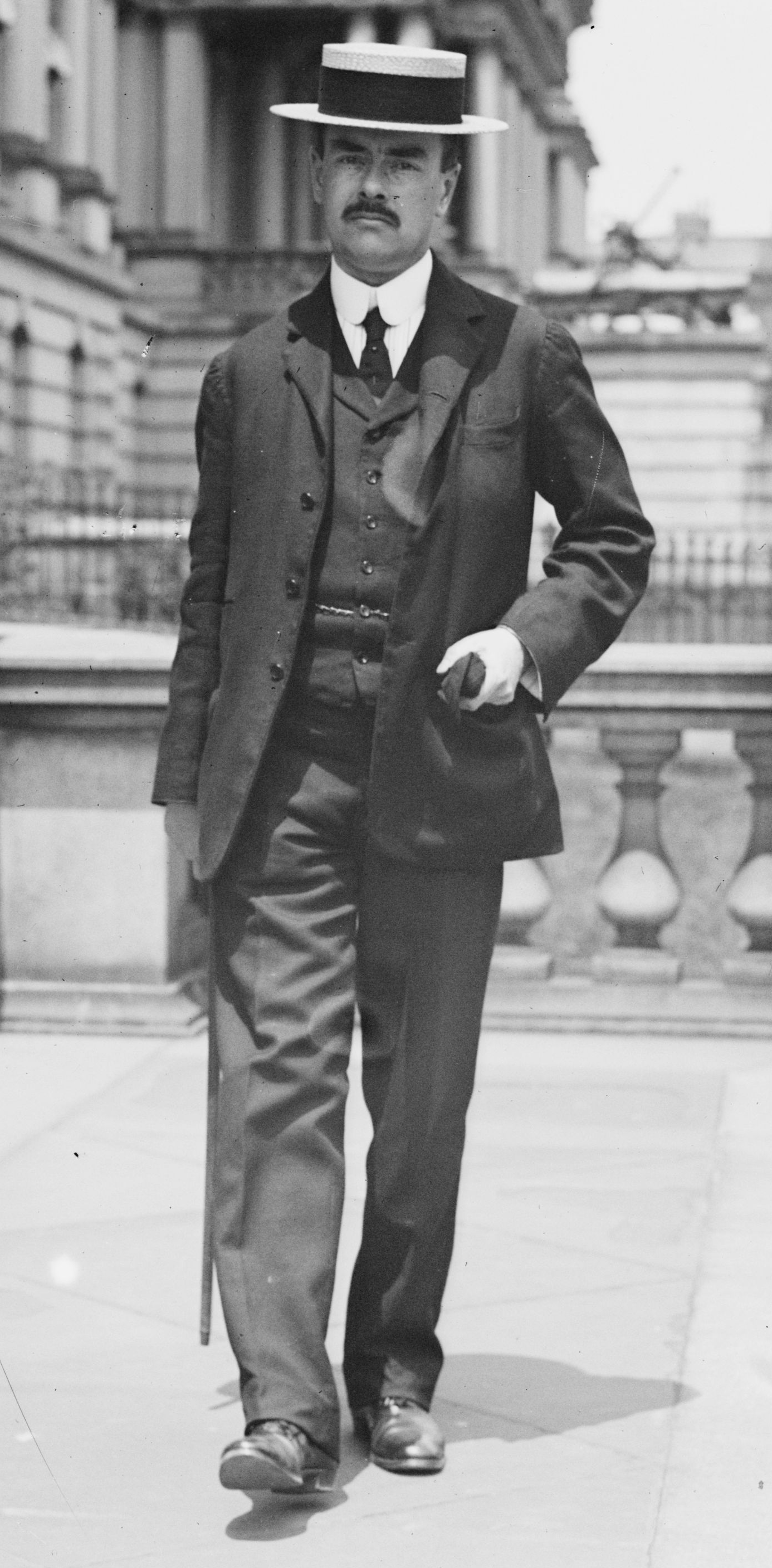
Henry Percival Dodge (1915)

Henry Percival Dodge (* 18. Januar 1870 in Boston, Massachusetts; † 16. Oktober 1936 in Zürich) war ein US-amerikanischer Diplomat.

## Leben
Henry Percival Dodge, Sohn von Henry Cleaves Dodge und dessen Ehefrau Alice Almia Lamb Dodge, wurde am 1. Juli 1907 während einer Sitzungspause des US-Senats zum Außerordentlichen Gesandten und bevollmächtigten Minister in El Salvador ernannt und am 12. Dezember 1907 vom Senat bestätigt. Daraufhin übergab er am 31. Dezember 1907 als Nachfolger von William L. Merry sein Akkreditierungsschreiben und verblieb bis zum 6. Februar 1909 auf diesem Posten, woraufhin William Heimke am 18. Oktober 1909 seine dortige Nachfolge antrat. Zugleich wurde er am 1. Juli 1907 zum Nachfolger von Joseph W. J. Lee als Außerordentlicher Gesandter und bevollmächtigter Minister in Honduras ernannt und verblieb auf diesem Posten ebenfalls bis zum 6. Februar 1909, ehe Philip Marshall Brown am 21. Februar 1909 sein dortiger Nachfolger wurde. Im Anschluss wurde er am 12. Mai 1909 zum Außerordentlichen Gesandten und bevollmächtigten Minister in Marokko berufen. Am 9. Juni 1909 wurde er offiziell von einem Vertreter des Sultans von Marokko Mulai Abd al-Hafiz empfangen und bekleidete diese Funktion bis zum 10. Juli 1910, woraufhin Fred W. Carpenter am 27. Juli 1910 seine dortige Nachfolge antrat.
Im Anschluss übernahm Dodge am 6. Juli 1911 den Posten als Außerordentlicher Gesandter und bevollmächtigter Minister in Panama und übergab dort am 9. November 1911 als Nachfolger von Thomas Cleland Dawson sein Akkreditierungsschreiben. Am 13. Juni 1913 wurde er als Gesandter in Panama abberufen und am 11. Oktober 1913 von William Jennings Price abgelöst. Am 17. Juli 1919 wurde er zum ersten Außerordentlichen Gesandten und bevollmächtigten Minister im neu entstandenen Königreich der Serben, Kroaten und Slowenen berufen und bekleidete diese Funktion nach der Übergabe seines Akkreditierungsschreibens am 5. Oktober 1919 bis zum 21. März 1926, ehe am 5. Mai 1926 John Dyneley Prince seine Nachfolge antrat. Zuletzt wurde er am 23. Februar 1926 zum Außerordentlichen Gesandten und bevollmächtigten Minister in Dänemark berufen und übergab am 24. August 1926 als Nachfolger von John Dyneley Prince sein Akkreditierungsschreiben. Diesen Posten hatte er bis zum 1. März 1930 inne und wurde von Ralph H. Booth am 13. Juni 1930 abgelöst.
H. Percival Dodge war in erster Ehe mit Margaret Riché Adams verheiratet, die 1919 verstarb. 1922 heiratete er in zweiter Ehe Agnes Page-Brown.